# Rolex
ROLEX SA je švicarski proizvođač luksuznih satova iz Biela. Tvornicu je 1905. godine osnovao Hans Wilsdorf.
1905. godine, tvrtka je registrirala Rolex kao robno ime svojih satova 1908. godine i postala Rolex Watch Co. Ltd. 1915.Nakon Prvog svjetskog rata, tvrtka je bazu poslovanja preselila u Ženevu, Švicarska, kako bi izbjegla velika oporezivanja od oporavljene Britanije, a 1920. godine Hans Wilsdorf registrirao je Montres Rolex SA u Ženevi kao novo ime tvrtke koje je na kraju postalo Rolex SA u kasnijim godinama.  Tvrtka je od 1960. godine u vlasništvu Zaklade Hans Wilsdorf, privatnog obiteljskog zaklade. 
Rolex SA i njegova podružnica Montres Tudor SA dizajniraju, proizvode, distribuiraju i servisuju ručne satove koji se prodaju pod robnim markama Rolex i Tudor. U 2018. Forbes je Rolex svrstao u 71. najvrijedniju svjetsku marku. Od lipnja 2019. godine, među deset najskupljih satova na svijetu ikad prodanih na aukcijama, tri su satova Rolex. Konkretno, Paul Newmanov Rolex Daytona trenutno posjeduje titulu najskupljeg ručnog sata i drugog najskupljeg sata ikad prodanog na aukciji, donoseći 17,75 milijuna američkih dolara u New Yorku, 26. listopada 2017. 

## Vanjske poveznice
- Službena stranica